# Alaksandr Jeronau
Alaksandr Dzmitryjewicz Jeronau, błr. Аляксандр Дзмітрыевіч Еронаў, ros. Александр Дмитриевич Еронов - Aleksandr Dmitrijewicz Jeronow (ur. 5 maja 1989 w Nowopołocku) – białoruski hokeista, zawodnik GKS Tychy, reprezentant Białorusi.

## Kariera
- Chimik-SKA Nowopołock 2 (2004-2008)
- Chimik-SKA Nowopołock (2006/2007)
- HK Szynnik Bobrujsk (2008/2009)
- HK Kieramin Mińsk (2009-2010)
  -  HK Kieramin 2 Mińsk (2009/2010)
- HK Szachcior Soligorsk (2010-2013)
- HK Homel (2013-2017)
- HK Nioman Grodno (2017)
- HK Homel (2017-2018)
- GKS Tychy (2018-2020)
- Mietałłurg Żłobin (2020-2021)

Wychowanek klubu z rodzinnego Nowopołocka. Przez wiele lat występował w sezonach ekstralidze białoruskiej. W grudniu 2018 został zaangażowany przez polski klub GKS Tychy. Po sezonie 2019/2020 odszedł z tego klubu. W połowie 2020 przeszedł do. Po sezonie 2020/2021 odszedł z klubu.
Występował w kadrach juniorskich kraju na mistrzostwach świata do lat 18 edycji 2006, 2007, do lat 20 edycji 2009. W kadrze seniorskiej uczestniczył w turnieju mistrzostw świata edycji 2013.

## Sukcesy
Reprezentacyjne
- Awans do Elity MŚ do lat 18: 2007

Klubowe
- Brązowy medal mistrzostw Białorusi: 2013 z Szachciorem Soligorsk, 2014, 2015, 2016, 2017 z HK Homel
- Złoty medal mistrzostw Polski: 2019 z GKS Tychy
- Superpuchar Polski: 2019 z GKS Tychy